# Enzo Colombini
Enzo Colombini (nacido en San Marino (ciudad), el 10 de junio de 1958) fue uno de los dos Capitanes Regentes (jefes de Estado y Gobierno) de la Serenísima República de San Marino, por el Partido Progresista Democrático Sanmarinense.
Colombini ocupó el puesto de Capitán Regente desde el 1 de abril de 1985 hasta el 30 de septiembre de ese mismo año junto con Severiano Tura, y desde el 1 de octubre de 2000 hasta el 31 de marzo de 2001 junto con Gianfranco Terenzi.
- Datos: Q3055535